# 常暁
常暁（じょうぎょう、生年不詳 - 貞観8年11月30日（867年1月9日））は、平安時代前期の僧。出自については不詳。小栗栖律師・入唐根本大師とも称される。入唐八家（最澄・空海・常暁・円行・円仁・恵運・円珍・宗叡）の一人。

## 略歴
初め元興寺の豊安に三論（中論・十二論・百論）の教学を学び、その後空海から灌頂を受けた。838年（承和5年）三論の留学僧として唐に渡った。揚州で元照に三論の教学を、文㻮に密教と大元帥法（怨敵・逆臣の調伏、国家安泰を祈る真言密教の法）を学び、翌839年（承和6年）日本に帰国した。840年（承和7年）山城国宇治の法琳寺に大元帥明王像を安置して修法院とすることを請い許された。ついで宮中の常寧殿で大元帥法を初めて行っている。以後大元帥法は後七日御修法に準じる扱いとなった。864年（貞観6年）権律師に任じられた。